# 庫克縣 (明尼蘇達州)
庫克縣（英語：Cook County）是美国明尼蘇達州最東部的一個縣，北鄰加拿大，南鄰威斯康辛州及密西根州（縣界在苏必利尔湖上），面積8,650平方公里。根據2020年美國人口普查，共有人口5,600人。縣治大沼澤城（Grand Marais）。該縣成立於1874年3月9日，縣名紀念南北战争時期的軍人麥可·庫克（Michael Cook）。